# Leucocelis viossati
Leucocelis viossati är en skalbaggsart som beskrevs av Franz Antoine 1988. Leucocelis viossati ingår i släktet Leucocelis och familjen Cetoniidae. Inga underarter finns listade i Catalogue of Life.